# Próbára bocsátás
A próbára bocsátás a magyar büntetőjog egyik intézkedési neme. Önállóan, büntetés helyett alkalmazható.

## A Büntető Törvénykönyvben
- 72. § (1) A bíróság a vétség, valamint a háromévi szabadságvesztésnél nem súlyosabban büntetendő bűntett miatt a büntetés kiszabását próbaidőre elhalaszthatja, ha alaposan feltehető, hogy a büntetés célja így is elérhető.
  - (2)-(3) (hatályon kívül)
- (4) Nem bocsátható próbára
  - a) a többszörös visszaeső,
  - b) aki a bűncselekményt bűnszervezetben követte el,
  - c) aki a szándékos bűncselekményt a szabadságvesztésre ítélése után, a végrehajtás befejezése előtt követte el,
  - d) aki a szándékos bűncselekményt a szabadságvesztés felfüggesztésének próbaideje alatt

követte el.
- (5) A próbaidő tartama egy évtől három évig terjedhet; a tartamot években kell meghatározni.
- (6) A próbára bocsátott pártfogó felügyelet alá helyezhető. Ha a próbára bocsátott visszaeső, pártfogó felügyelet alatt áll.
- 73. § (1) A próbaidő egy ízben, legfeljebb egy évvel meghosszabbítható, ha a próbára bocsátott a pártfogó felügyelet magatartási szabályait megszegi.
- (2) A próbára bocsátást meg kell szüntetni, és büntetést kell kiszabni, ha a próbára bocsátott a pártfogó felügyelet magatartási szabályait súlyosan megszegi, vagy a próbaidő alatt elkövetett bűncselekmény miatt, valamint ha a próbaidő előtt elkövetett bűncselekmény miatt a próbaidő alatt elítélik.
- (3) A (2) bekezdés esetén kívül a próbaidő elteltével az elkövető büntethetősége megszűnik.

## Története
Hazánkban a próbára bocsátást elsőként az 1908. évi büntetőnovella vezette be, mégpedig a fiatalkorúakkal szemben. A felnőttekkel szemben csak 1978-tól van rá lehetőség. Szabályait 2003-ban, majd 2009-ben módosították jelentősebben.

## Elemzése
A próbára bocsátás nevelő jellegű intézkedés, a feltételes elítélés azon változata, amikor a bíróság a bűncselekmény elkövetését és így az elkövető büntetőjogi felelősségét is megállapítja, azonban a büntetés céljának a szem előtt tartásával úgy foglal állást, hogy nem büntetést rendel el, hanem annak kiszabását halasztja el meghatározott időre.
Próbára bocsátás vétség vagy három évi szabadságvesztésnél nem súlyosabban büntetendő bűntett esetén szabható ki. Korábban feltétel volt, hogy különös méltánylást érdemlő eset is fennálljon, ez azonban 2003 óta nem kötelező. Próbára bocsátást kiszabhat a bíróság tárgyalásról lemondás esetén is.
Bizonyos elkövetők ki vannak zárva a próbára bocsátás lehetőségéből. Így a többszörös visszaesők, a bűnszervezetben elkövetők, akik a szándékos bűncselekményt a szabadságvesztésre ítélése után, a végrehajtás befejezése előtt követték el, valamint akik a szándékos bűncselekményt a szabadságvesztés felfüggesztésének próbaideje alatt követték el.
A próbára bocsátott pártfogó felügyelet alá helyezhető, amennyiben pedig visszaeső, pártfogó felügyelet alatt kell állnia. Próbára bocsátás mellett mellékbüntetés sem alkalmazható.
A próbára bocsátás tartamát a bíróság határozza meg, egy és három év között, de a tartamot csak években lehet meghatározni. Aki a pártfogó felügyelet magatartási szabályait megszegi, azzal szemben a bíróság a próbaidőt, meghosszabbíthatja, annak letelte előtt.
Az elkövető bizonyíthatja magatartásával, hogy az intézkedés nem érte el a célját. Ilyen esetben a próbára bocsátást meg kell szüntetni és büntetést kell kiszabni.
Amennyiben a próbaidő eredményesen letelik, azzal az elkövető büntethetősége megszűnik.

## Fiatalkorúakkal kapcsolatban
- 117. § (1) Fiatalkorúval szemben próbára bocsátásnak bármely bűncselekmény esetén helye van.
- (2) A próbaidő tartama egy évtől két évig terjedhet; a tartamot években és hónapokban kell meghatározni.
- (3) A bíróság a 73. § (2) bekezdés esetén javítóintézeti nevelést rendel el vagy büntetést szab ki.

Eltérően a felnőttektől, fiatalkorúakat bármilyen bűncselekmény elkövetése esetén próbára lehet bocsátani, kivéve ha többszörösen visszaeső. A differenciáltabb elbírálás miatt a próbaidőt 1 évtől 2 évig terjedő időtartamban szabhatják meg; lehetőség van a hónapokban való meghatározásra is. A próbára bocsátott fiatalkorú pártfogó felügyelet alatt áll. A próbaidő meghosszabbítására és megszüntetésére vonatkozó általános szabályok a fiatalkorúakra is érvényesek.